# بافت زیرپوستی
بافت زیرپوستی (به انگلیسی: Subcutaneous tissue, hypodermis or hypoderm) پایین‌ترین لایهٔ دستگاه پوششی بدن در مهره‌داران است. به آن، بافت  زیرجلدی، زیرپوست، قسمت زیر جلد و لایهٔ پوست زیرین هم گفته‌اند. 
انواع یاخته‌های موجود در بافت زیرپوستی عبارت شده از: فیبروبلاست‌ها، سلول‌های چربی، و درشت‌خوار‌ها.

## آسیب‌شناسی
- آبسه زیرپوستی
- تومور زیرپوستی